# Унионистас де Саламанка
„Унионистас де Саламанка“ (на испански: Unionistas de Salamanca Club de Fútbol) е испански футболен клуб от град Саламанка. Домакинските си срещи играе на градския стадион „Пистас дел Елмантико“ в Саламанка с капацитет 3 000 зрители.

## История
След разформироването на „УД Саламанка“ група привърженици основават Унионистас де Саламнка Футбол клуб – клуб, основан от фенове, създаден главно за запазване паметта на предходния. След създаването на клуба, хора като Висенте дел Боске и Дани Ровира became associates. A number of British citizens resident in Spain and England are also members. стават сътрудници. Редица британски граждани, пребиваващи в Испания и Англия, също са членове. Хонорарите, внесени от членовете на клуба, са много важна част от бюджета на клуба. През миналия сезон (2018/19) имаше 2 653 души, които решиха да станат частични собственици на клуба, всички с истински имена и фамилии, и плащащи съответните такси. През първия сезон след основаването си клубът играе домакински мачове на общинския стадион „Роза Колорадо“.

## Предишни имена
| Години      | Име                                                            |
| ----------- | -------------------------------------------------------------- |
| 1923 – 2013 | УД Саламанка Unión Deportiva Salamanca                         |
| 2013 –      | Унионистас де Саламанка Unionistas de Salamanca Club de Fútbol |

## Успехи
- Терсера дивисион: (4 ниво)
  -  Шампион (1): 2017/18
  -  Трето място (1): 2016/17
- Примера Регионал лига: (5 ниво)
  -  Шампион (1): 2015/16
- Примера Провинсиал – Саламанка: (6 ниво)
  -  Шампион (1): 2014/15
- Копа дел Рей:
  - 1/32 финалист (1): 2019/20 срещу „Реал (Мадрид)“

## Български футболисти
- Борислав Станков-Слави: 2023/24 - (33 мача - 13 гола)